# Tatabánya tömegközlekedése
Tatabánya tömegközlekedéséről 2018. január 1-jétől az önkormányzati tulajdonú T-Busz Kft. gondoskodik. A város tömegközlekedését autóbuszok segítségével oldják meg, jelenleg 35 járat található a helyi járati menetrendben, viszont ezek közül számos járat csak a műszakváltásokhoz igazodva, az Ipari parkba közlekedik. (50-es járatcsoport)

## Története
Mivel Tatabánya csak 1947-ben alakult várossá, nagy tömegközlekedési hagyományai nincsenek. Az 1950-es évektől kezdődően fejlődött a mai formájáig a helyi tömegközlekedés, melynek alakítója nagy részben az ipar fejlődése volt. Az ipari struktúra megváltozása (nagy cégek alakultak, szűntek meg többször is a városban) nagy mértékben megváltoztatta az egyes vonalvezetések irányát, a járatok sűrűségét. Az 1980-as évek során a bányászat megszűnt a városban, ekkor sorra szűntek meg a környékbeli bányászati objektumokhoz kapcsolódó járatok. Később, az Ipari Park kialakulásával ez a terület is fokozatosan belekerült a város vérkeringésébe a járatok ismételt átszervezéseivel. 2007 októberében átadták az új autóbusz-pályaudvart az újonnan épült Vértes Center alsó szintjén, ami ismételt átszervezéseket igényelt. Ez egyrészről megteremtette a közvetlen kapcsolatot a vasúttal – hiszen az új autóbusz-állomás a vasútállomás szomszédságába került –, másrészről viszont átalakította a megszokott járatrendszert, ami az utazóközönség permanens elégedetlenségével járt.
A városi autóbuszvonalakon közlekedő buszokat 2015-ig a Vértes Volán (és korábban elődjei), majd 2015 és 2017 vége között a KNYKK Középnyugat-magyarországi Közlekedési Központ üzemeltette. 2018. január 1-től a városi tulajdonban álló T-Busz Tatabányai Közlekedési Kft. vette át a helyi járatok üzemeltetését.
A mai járatszerkezet főként a külső területek, városrészek és a városközpont, valamint az ipari park városrészekkel való összekapcsolására szolgál elsősorban.

## Járműpark
Csuklós buszok:
- 15 darab MAN Lion’s City GL (2018)

Szóló buszok:
- 20 darab Credo Econell 12 City (2016)
- 5 darab Credo Econell 13 City (2018, 2019)

Midi buszok:
- 2 darab BYD K7U (2020)

## Járatok

### 2025. augusztus 31-éig
A 2023. szeptember 1-jétől 2025. augusztus 31-éig érvényes menetrend szerint:
| Aktív járatok    | Aktív járatok                                                                                 | Aktív járatok | Aktív járatok |
| Vonalszám        | Végállomások                                                                                  | Menetidő      | Megjegyzés |
| ---------------- | --------------------------------------------------------------------------------------------- | ------------- | --- |
| 1                | Autóbusz-állomás – Szent István úti forduló                                                   | 26-29 perc    | |
| 1G               | Autóbusz-állomás – Szent István úti forduló                                                   | 30 perc       | A Vigadó út érintésével közlekedik munkanapokon, 6 induása van. |
| 2                | Omega Park – Környei úti forduló                                                              | 27–30 perc    | |
| 3                | Kertváros, végállomás – Bányász körtér                                                        | 26 perc       | Csak munkanapokon közlekedik; munkanapokon késő délutántól, illetve hétvégén a 3-as és 8-as buszcsalád helyett a 38-as és a 38G busz közlekedik |
| 3A               | Kertváros, végállomás – Bányász körtér                                                        | 28 perc       | Alsógalla vasútállomás érintésével közlekedik, csak munkanapokon, délelőtt közlekedik. |
| 3G               | Kertváros, végállomás – Bányász körtér                                                        | 32 perc       | A Vigadó út és a Kertvárosi ltp. érintésével közlekedik, csak munkanapokon. |
| 3L               | Kertváros, végállomás - Kertvárosi lakótelep - Bányász körtér                                 | 30 perc       | Kertvárosi ltp. érintésével közlekedik |
| 4                | Kertváros, végállomás – Bányász körtér                                                        | 24–27 perc    | |
| 4E               | Kertváros, végállomás – Bányász körtér                                                        | 31 perc       | A Környei úti forduló érintésével közlekedik, munkanapokon, mindössze 2 indulással. |
| 5                | Autóbusz-állomás – Szent István forduló                                                       | 25–28 perc    | |
| 5P               | Autóbusz-állomás – Töhötöm vezér u. – Piac tér – Autóbusz-állomás – Szent István úti forduló  | 35 perc       | A Piac tér érintésével közlekedik, napi 4 indulással, munkaszüneti napok kivételével. |
| 6                | Autóbusz-állomás – Kórház – Síkvölgy – Környebánya – Rugógyár – Omega park – Autóbusz-állomás | 48–52 perc    | Körjárat, ellenirányban 16-os jelzéssel közlekedik. |
| 8                | Kertváros, végállomás – Bányász körtér                                                        | 31 perc       | Csak munkanapokon közlekedik; munkanapokon késő délutántól, illetve hétvégén a 3-as és 8-as buszcsalád helyett a 38-as és a 38G busz közlekedik |
| 8L               | Kertváros, végállomás – Bányász körtér                                                        | 35 perc       | A Kertvárosi lakótelep érintésével közlekedik, kb. a napi indulások fele 8L jelzéssel közlekedik, csak munkanapokon. |
| 8S               | Kertváros, végállomás – Bányász körtér                                                        | 31 perc       | A Sárberki lakótelep érintésével közlekedik, mindössze napi 2 indulással, csak munkanapokon. |
| 9                | Kertváros, végállomás – Szent István úti forduló                                              | 40–44 perc    | |
| 9D               | Kertváros, végállomás – Szent István úti forduló                                              | 48 perc       | Munkanapokon, irányonként egy járat Dózsakert betéréssel közlekedik. |
| 10               | Omega Park – Kertváros, végállomás                                                            | 35-40 perc    | |
| 11               | Autóbusz-állomás – Bányász körtér                                                             | 26–30 perc    | |
| 15               | Omega Park – Töhötöm vezér utca                                                               | 13 perc       | Munkanapon 2 indulással, a többi napon egész nap közlekedik. |
| 16               | Autóbusz-állomás – Omega Park – Rugógyár – Környebánya – Síkvölgy – Kórház – Autóbusz-állomás | 48–52 perc    | Körjárat, a 6-os busszal ellentétes irányban. |
| 18               | Kertváros, végállomás – Bányász körtér                                                        | 40 perc       | Csak munkanapon, 2 indulással, betér Kertvárosi ltp.-re és Táncsics M. út érintésével közlekedik. |
| 26               | Autóbusz-állomás – Környebányai forduló                                                       | 26–27 perc    | |
| 26R              | Autóbusz-állomás – Környebányai forduló – Rugógyár                                            | 30–31 perc    | |
| 36               | Bányász körtér – Rugógyár                                                                     | 8 perc        | |
| 38               | Kertváros, végállomás – Bányász körtér                                                        | 40–45 perc    | Munkanapokon csak 18 óra után, szabad- és munkaszüneti napokon egész nap, a 3-as és 8-as viszonylatok összevont helyettesítőjárataként közlekedik. |
| 38G              | Kertváros, végállomás – Bányász körtér                                                        | 42 perc       | A Vigadó út érintésével közlekedik munkanapokon irányonként 1-1 indulással, szabadnapokon reggel 6:10-kor közlekedik a Bányász körtértől |
| 50               | Autóbusz-állomás – Bridgestone                                                                | 19 perc       | 2 indulással közlekedik, melyből az egyik igényvezérelt és csak munkanapokon indul. |
| 51               | Szent István úti forduló – Henkel Kft. (– Bridgestone)                                        | 34-36 perc    | Munkanapokon irányonként 1-1 járat a Brigestone-től/-ig közlekedik |
| 51B              | Szent István úti forduló – Bridgestone                                                        | 35–37 perc    | |
| 52               | Végállomás – Kertváros, végállomás                                                            | 30 perc       | |
| 52I              | Végállomás – Bridgestone                                                                      | 41-42 perc    | |
| 53               | Végállomás – Henkel Kft.                                                                      | 31–33 perc    | Szabad és munkaszüneti napokon betér Kertvárosba, melynek útvonala: (eredeti útvonal, Töhötöm vezér utca) - Lapatári út - Kertváros, végállomás - Kölcsey Ferenc utca - Bányász Művelődési Ház - Gerecse út - Kertvárosi ltp. - Szőlődomb utca - Szőlődomb utca alsó - (ipari park) |
| 53B              | (Bányász körtér –) Végállomás – Bridgestone                                                   | 35-45 perc    | Bányász körtértől munkanapokon 1-szer indul 4:42-kor, és a Bridgestone-tól 6:20-kor induló járat a Bányász körtérig közlekedik |
| 53I              | Végállomás – Bridgestone                                                                      | 36 perc       | |
| 54               | Kertváros, végállomás – Henkel Kft.                                                           | 21 perc       | |
| 55               | Omega park – Henkel Kft. (– Bridgestone)                                                      | 30–32 perc    | Egyes járatok a Bridgestoneig közlekednek. |
| 57               | Végállomás – Bridgestone                                                                      | 39 perc       | |
| 59               | Végállomás – Henkel Kft.                                                                      | 31 perc       | |
| 59B              | Végállomás – Bridgestone                                                                      | 33–39 perc    | Munkaszüneti napokon közlekedő járatok nem állnak meg az ipari park más megállóhelyein, csak a Bridgestone-nál |
| 59I              | Végállomás – Bridgestone                                                                      | 36 perc       | |
| 70               | Autóbusz-állomás – Gerecse Kapuja                                                             | 12 perc       | Március 15-étől október 31-ig közlekedik szombaton és munkaszüneti napon igény esetén. |
| Megszűnt járatok |                                                                                               |               | |
| Vonalszám        | Végállomások                                                                                  | Menetidő      | Megjegyzés |
| 1D               | Autóbusz-állomás → Szent István úti forduló                                                   | 34 perc       | Munkanapokon reggel egy járat, csak ebben az irányban, Dózsakert betéréssel közlekedett. |
| 4F               | Kertváros, végállomás – Felsőgalla, vasútállomás                                              | 32 perc       | A Bányász körtértől továbbközlekedett a Felsőgalla, vasútállomásig. |
| 71               | Autóbusz-állomás – Szanatórium                                                                | 9 perc        | Március 15-étől október 31-ig naponta közlekedett |

### 2025. szeptember 1-jétől
A 2025. szeptember 1-jétől érvényes menetrend szerint:
| Aktív járatok    | Aktív járatok                                                                                 | Aktív járatok         | Aktív járatok |
| Vonalszám        | Végállomások                                                                                  | Menetidő              | Megjegyzés |
| ---------------- | --------------------------------------------------------------------------------------------- | --------------------- | --- |
| 1                | Autóbusz-állomás – Szent István úti forduló                                                   | 26-29 perc            | |
| 1G               | Autóbusz-állomás – Vígadó út – Szent István úti forduló                                       | 30 perc               | A Vigadó út érintésével közlekedik munkanapokon, 8-9 induása van. |
| 2                | Omega Park – Környei úti forduló                                                              | 27–30 perc            | Munkanapokon este 7 óráig közlekedik; munkanapokon kora estétől, illetve hétvégén a 12-es busz közlekedik helyette |
| 3                | Kertváros, végállomás – Bányász körtér                                                        | 26 perc               | Csak munkanapokon közlekedik; munkanapokon késő délutántól, illetve hétvégén a 3-as és 8-as buszcsalád helyett a 38-as és a 38G busz közlekedik |
| 3A               | Kertváros, végállomás – Alsógalla, vasútállomás – Bányász körtér                              | 28 perc               | Alsógalla, vasútállomás érintésével közlekedik, csak munkanapokon, délelőtt közlekedik. |
| 3G               | Kertváros, végállomás – Kertvárosi ltp. – Vígadó út – Bányász körtér                          | 32 perc               | A Vigadó út és a Kertvárosi ltp. érintésével közlekedik, csak munkanapokon. |
| 3L               | Kertváros, végállomás - Kertvárosi lakótelep - Bányász körtér                                 | 30 perc               | Kertvárosi ltp. érintésével közlekedik |
| 4                | Kertváros, végállomás – Bányász körtér                                                        | 24–27 perc            | |
| 4E               | Kertváros, végállomás – Környei úti forduló – Bányász körtér                                  | 31 perc               | A Környei úti forduló érintésével közlekedik, munkanapokon, mindössze 2 indulással. |
| 5                | Autóbusz-állomás – Szent István forduló                                                       | 25–28 perc            | |
| 5P               | Autóbusz-állomás – Töhötöm vezér u. – Piac tér – Autóbusz-állomás – Szent István úti forduló  | 35 perc               | A Piac tér érintésével közlekedik, napi 4 indulással, munkaszüneti napok kivételével. |
| 6                | Autóbusz-állomás – Kórház – Síkvölgy – Környebánya – Rugógyár – Omega park – Autóbusz-állomás | 48–52 perc            | Körjárat, ellentétes irányban 16-os busz közlekedik. |
| 8                | Kertváros, végállomás – Bányász körtér                                                        | 31 perc               | Csak munkanapokon közlekedik; munkanapokon késő délutántól, illetve hétvégén a 3-as és 8-as buszcsalád helyett a 38-as és a 38G busz közlekedik |
| 8L               | Kertváros, végállomás – Kertvárosi ltp. – Bányász körtér                                      | 35 perc               | A Kertvárosi lakótelep érintésével közlekedik, kb. a napi indulások fele 8L jelzéssel közlekedik, csak munkanapokon. |
| 8S               | Kertváros, végállomás – Sárberki ltp. – Bányász körtér                                        | 31 perc               | A Sárberki lakótelep érintésével közlekedik, mindössze napi 2-4 indulással, csak munkanapokon. |
| 9                | Kertváros, végállomás – Mésztelep / 6-os telep – Szent István úti forduló                     | 40–45 perc            | Csúcsidőben Kertváros, végállomás felé a 6-os telep érintésével közlekedik, Szent István úti forduló felé mindig érinti Mésztelepet |
| 9D               | Kertváros, végállomás – Mésztelep / 6-os telep – Szent István úti forduló                     | 48 perc               | Munkanapokon, irányonként egy járat Dózsakert betéréssel közlekedik. Kertváros, végállomás felé a 6-os telep érintésével, Szent István úti forduló felé Mésztelep érintésével közlekedik |
| 10               | Kertváros, végállomás – Omega Park Omega Park – Kertvárosi ltp. – Kertváros, végállomás       | 28-32 perc 36-41 perc | Kertvárosban körjáratként közlekedik, csak Kertváros, végállomás felé érinti Kertváros, alsó; Petőfi Sándor utca; Kertvárosi ltp.; Kertvárosi ltp. furduló megállókat. A busz beérve Kertváros, végállomásra azonnal közlekedik tovább Omega Park irányba.                                            |
| 11               | Autóbusz-állomás – Bányász körtér                                                             | 26–30 perc            | |
| 12               | Omega Park – Környei úti forduló                                                              | 24-27 perc            | Munkanapokon csak 19 óra után, szabad-és munkaszüneti napokon egész nap, a 2-es busz helyett közlekedik. |
| 15               | Omega Park – Töhötöm vezér utca                                                               | 12 perc               | Munkanapon 2 indulással, a többi napon egész nap közlekedik. |
| 16               | Autóbusz-állomás – Omega Park – Rugógyár – Környebánya – Síkvölgy – Kórház – Autóbusz-állomás | 48–52 perc            | Körjárat, ellentéses irányban 6-os busz közlekedik. |
| 18               | Kertváros, végállomás – Bányász körtér                                                        | 40 perc               | Csak munkanapon, 2 indulással, Kertvárosi ltp. és Táncsics M. út érintésével közlekedik. |
| 26               | Autóbusz-állomás – Környebányai forduló                                                       | 24–25 perc            | |
| 26R              | Autóbusz-állomás – Környebányai forduló – Rugógyár                                            | 28–29 perc            | |
| 36               | Bányász körtér – Rugógyár                                                                     | 8 perc                | |
| 38               | Kertváros, végállomás – Bányász körtér                                                        | 40–45 perc            | Munkanapokon csak 18 óra után, szabad- és munkaszüneti napokon egész nap, a 3-as és 8-as viszonylatok összevont helyettesítőjárataként közlekedik. |
| 38G              | Kertváros, végállomás – Bányász körtér                                                        | 42 perc               | A Vigadó út érintésével közlekedik munkanapokon irányonként 1-1 indulással, szabadnapokon reggel 6:10-kor közlekedik a Bányász körtértől |
| 50               | Autóbusz-állomás – Bridgestone                                                                | 19 perc               | 2 indulással közlekedik munkanopokon mindkét irányban, melyből 1-1 igényvezérelt |
| 51               | Szent István úti forduló – Henkel Kft. (– Bridgestone)                                        | 34-36 perc            | Munkanapokon irányonként 1-1 járat a Brigestone-től/-ig közlekedik |
| 51B              | Szent István úti forduló – Bridgestone                                                        | 35–37 perc            | |
| 52I              | Végállomás – Bridgestone                                                                      | 41-42 perc            | |
| 53               | Végállomás – Henkel Kft.                                                                      | 30–33 perc            | Szabad és munkaszüneti napokon betér Kertvárosba, melynek útvonala: (eredeti útvonal, Töhötöm vezér utca) - Lapatári út - Kertváros, végállomás - Kölcsey Ferenc utca - Bányász Művelődési Ház - Gerecse út - Kertvárosi ltp. - Szőlődomb utca - Szőlődomb utca, alsó - (eredeti útvonal, ipari park) |
| 53B              | (Bányász körtér –) Végállomás – Bridgestone                                                   | 35-45 perc            | Bányász körtértől munkanapokon 1-szer indul 4:42-kor, és a Bridgestone-tól 6:15-kor induló járat a Bányász körtérig közlekedik a Végállomás nevű megálló kihagyásával |
| 53I              | Végállomás – Bridgestone                                                                      | 36 perc               | |
| 54               | Kertváros, végállomás – Henkel Kft.                                                           | 21 perc               | |
| 55               | Omega park – Henkel Kft. (– Bridgestone)                                                      | 28–32 perc            | Egyes járatok a Bridgestoneig közlekednek. |
| 57               | Végállomás – Bridgestone                                                                      | 39 perc               | |
| 59               | Végállomás – Henkel Kft.                                                                      | 29-31 perc            | |
| 59B              | Végállomás – Bridgestone                                                                      | 39 perc               | |
| 59I              | Végállomás – Bridgestone                                                                      | 36 perc               | |
| 70               | Autóbusz-állomás – Gerecse Kapuja                                                             | 12 perc               | Március 15-étől május 1-jéig és szeptember 15-étől október 31-ig közlekedik szombaton és munkaszüneti napon igény esetén közlekedik. |
| Megszűnt járatok |                                                                                               |                       | |
| Vonalszám        | Végállomások                                                                                  | Menetidő              | Megjegyzés |
| 1D               | Autóbusz-állomás → Szent István úti forduló                                                   | 34 perc               | Munkanapokon reggel egy járat, csak ebben az irányban, Dózsakert betéréssel közlekedett. |
| 4F               | Kertváros, végállomás – Felsőgalla, vasútállomás                                              | 32 perc               | A Bányász körtértől továbbközlekedett a Felsőgalla, vasútállomásig. |
| 52               | Végállomás – Kertváros, végállomás                                                            | 30 perc               | |
| 71               | Autóbusz-állomás – Szanatórium                                                                | 9 perc                | Március 15-étől október 31-ig naponta közlekedett |

## Díjszabás
A helyi járat díjtételeit Tatabánya Megyei Jogú Város Önkormányzata és a T-Busz között megkötött közszolgáltatási szerződés határozza meg.

## Külső hivatkozások
- A T-Busz Kft. honlapja. (Hozzáférés: 2017. november 18.)
- A Középnyugat-magyarországi Közlekedési Központ honlapja. (Hozzáférés: 2017. november 18.)
- Tatabánya tömegközlekedésének történelme menetrendekben. (Hozzáférés: 2017. december 28.)